# Диплатинапентаиттербий
Диплатинапентаиттербий — бинарное неорганическое соединение, интерметаллид
платины и иттербия
с формулой Pt2Yb5,
кристаллы.

## Получение
- Сплавление стехиометрических количеств чистых веществ:

{\displaystyle {\mathsf {2\,Pt+5\,Yb\ {\xrightarrow {745^{o}C}}\ Pt_{2}Yb_{5}}}}

## Физические свойства
Диплатинапентаиттербий образует кристаллы
моноклинной сингонии,
пространственная группа C 2/c,
параметры ячейки a = 1,5896 нм, b = 0,6476 нм, c = 0,7576 нм, β = 97,6°, Z = 4
структура типа карбида марганца Mn5C2
(или диборида пентапалладия Pd5B2
).
Соединение образуется по перитектической реакции при температуре 745 °C.